# Lakeway
Lakeway é uma cidade localizada no estado norte-americano do Texas, no Condado de Travis.

## Demografia
Segundo o censo norte-americano de 2000, a sua população era de 8002 habitantes.
Em 2006, foi estimada uma população de 9545, um aumento de 1543 (19.3%).

## Geografia
De acordo com o United States Census Bureau tem uma área de 15,7 km², dos quais 15,0 km² cobertos por terra e 0,7 km² cobertos por água.

## Localidades na vizinhança
O diagrama seguinte representa as localidades num raio de 12 km ao redor de Lakeway.